# Maisoncelles-la-Jourdan
Maisoncelles-la-Jourdan era una comuna francesa situada en el departamento de Calvados, de la región de Normandía, que el 1 de enero de 2016 pasó a ser una comuna delegada de la comuna nueva de Vire-Normandie al fusionarse con las comunas de Coulonces, Roullours, Saint-Germain-de-Tallevende-la-Lande-Vaumont, Truttemer-le-Grand, Truttemer-le-Petit, Vaudry y Vire.

## Demografía
| Gráfica de evolución demográfica de Maisoncelles-la-Jourdan entre 1800 y 2014 |
|                                                                               |

Los datos demográficos contemplados en este gráfico de la comuna de Maisoncelles-la-Jourdan se han cogido de 1800 a 1999 de la página francesa EHESS/Cassini, y los demás datos de la página del INSEE.